# Bartow (Georgia)
Bartow es un pueblo ubicado en el condado de Jefferson en el estado estadounidense de Georgia. En el censo de 2000, su población era de 223.

## Demografía
En el 2000 la renta per cápita promedia del hogar era de $45,750, y el ingreso promedio para una familia era de $31,250. El ingreso per cápita para la localidad era de $58,873. Los hombres tenían un ingreso per cápita de $32,083 contra $30,667 para las mujeres.

## Geografía
Bartow se encuentra ubicado en las coordenadas 32°52′52″N 82°28′20″O / 32.88111, -82.47222 (33.053090, -84.156217).
Según la Oficina del Censo, la localidad tiene un área total de 2,9 km² (1,1 mi²), de la cual 2,9 km² (1,1 mi²) es tierra y 0 km² (0 mi²) (6.1%) es agua.